# Chester Irving Barnard
Chester Irving Barnard (1886 -1961) va ser un home de negocis estatunidenc i autor de llibres de gestió empresarial. El seu llibre de 1938, The Functions of the Executive, establí una teoria de l'organització i de les funcions dels executius en les organitzacions. Barnard considerava les organitzacions com sistemes de cooperació de l'activitat humana, i nota que són típicament de curta vida donat que no tenen dos criteris per a sobreviure: Efectivitat i eficiència.

## Publicacions seleccionades
- 1938. The Functions of the Executive
- 1939. Dilemmas of Leadership in the Democratic Process.
- 1946. A Report on the International Control of Atomic Energy.
- 1948. Organization and Management
- 1956. Organization and Management: Selected Papers
- 1956. On the Teaching of Law in the Liberal Arts Curriculum. With Harold Joseph Berman. Harvard Law
- 1958. Elementary Conditions of Business Morals.
- 1973. Conversations With Chester I. Barnard. Edited by William B. Wolf.
- 1986. Philosophy for Managers; Selected Papers of Chester I. Barnard. Edited by William B. Wolf and Haruki Iino.